# Telstar (winkelketen)
Telstar, voluit Telstar Sports & Fashion, was een Nederlandse winkelketen gespecialiseerd in sportartikelen en kleding. Het hoofdkantoor was gevestigd in Dedemsvaart. 
In 1962 begon Telstar als surfwinkel in Harderwijk, later werden aan het assortiment ook andere sporten toegevoegd. Na de overname in 2011 door Edward van Dijk groeide het bedrijf uit tot een organisatie met acht megastores en vier sportstores.  De surftak is gelijktijdig met de overname afgestoten en zelfstandig verdergegaan.
De Telstar Megastores waren gevestigd in Almere, Alkmaar, Amersfoort, Deventer, Groningen, Harderwijk, Houten en Zwolle. De sportstores bevonden zich in Almelo, Dedemsvaart, Coevorden en Nijverdal. Telstar Sports & Fashion had 230 medewerkers verdeeld over de verschillende winkels, het hoofdkantoor en het distributiecentrum. 
Op 26 augustus 2015 verkreeg Telstar holding het faillissement voor de 13 ondernemingen waaronder de 8 megastores. Eerder in 2015 gingen al enkele franchisewinkels failliet.